# Taure (cònsol 361)
Flavi Taure (en llatí: Flavius Taurus; fl. 345-361) va ser un polític i oficial de l'Imperi Romà del segle IV, actiu durant el regnat de l'emperador Constanci II (r. 337–361). Va exercir ocupar molts càrrecs al llarg de la seva pròspera carrera arribant a ser nombrat patrici, no obstant això cauria en desgràcia amb l'ascens de Julià (r. 361–363).

## Vida
Poc se sap sobre els orígens de Taure. Segons el sofista Libani, era d'origen humil, no obstant això convertir-se en-anava notari. Al llarg de la seva carrera, com es diu a una inscripció present en una estàtua dedicada a ell al Fòrum del Toro a Constantinoble, va ocupar una sèrie de càrrecs, el primer d'ells de comes ordinis primi. Aquesta posició el col·loca com a un dels principals comes  de l'emperador Constanci l'any 345, i hauria participat al comitè que va jutjar el bisbe Fotí a Sírmium l'any 351. Segons Ammià Marcel·lí, el 354, quan va visitar el Regne d'Armènia, presumiblement degut al casament d'Olímpia amb el rei Àrsaces II (r. 350–368), ocupava el càrrec de questor del sagrat palau.
Els anys 354/355, va ser conferit a Taure el títol honorífic de patrici i entre els anys 355-361, exerciria de prefecte del pretori d'Itàlia i Àfrica; una gran quantitat de lleis fetes per ell es preserven als codis de lleis de l'Imperi Romà d'Orient. En 359, va participar del Concili de Arimini com representant de Constanci i se sap que va ser l'encarregat de donar l'ordre perquè els participants tornessin a casa. L'any 361 va ser elegit cònsol al costat de Florenci.
L'any del seu consulat, el césar Julià, estacionat a Gàl·lia, va ser proclamat august per les seves tropes i va iniciar una revolta contra Constanci. L'emperador legítim, veient això, li va ordenar, a Taure, que recollís recursos a la Brigantia i als Alps Cottis, no obstant això, veient què Julià es dirigia cap a l'Orient, Taure va fugir a la prefectura del pretori d'Il·líria, on es va ajuntar amb Florenci i ambdós van partir cap a la cort de Constanci. Taure va ser més tard condemnat per aquesta fugida en un judici que va ser realitzat a la Calcedònia el 361, i enviat a l'exili a Vercelli. Se sap que encara estava viu a l'Orient a la dècada del 390's.

### Família
Taure va tenir un fill anomenat Armoni, un altre anomenat Euticià i un altre anomenat Aurelià, aquests dos últims cònsols el 398 i 400 respectivament. Alan Cameron suggereix que era pare del cònsol de l'any 397 Cesari.